# Michael Malloy
Michael Malloy (ur. 1873, zm. 22 lutego 1933) znany jako Mike Wytrzymały (ang. Mike the Durable) – bezdomny Irlandczyk, pochodzący z hrabstwa Donegal, zamieszkujący w Nowym Jorku w latach 20. i 30. XX wieku. Znany jest z przetrwania licznych zamachów na życie zorganizowanych przez próbujących dokonać oszustwa ubezpieczeniowego znajomych.

## Nieudane próby zabójstwa
Wydarzenia, które doprowadziły do śmierci Malloya, który był już wówczas bezdomnym alkoholikiem, rozpoczęły się w styczniu 1933 roku. Pięciu mężczyzn – Tony Marino, Joseph Murphy, Francis Pasqua, Hershey Green, i Daniel Kriesberg (nazwani później przez prasę „Morderczym Trustem”) – postanowiło wykupić trzy polisy ubezpieczenia na życie dla Malloya, a następnie zmusić go do zapicia się na śmierć. Pierwsza część planu powiodła się (prawdopodobnie dzięki współpracy skorumpowanego urzędnika), dzięki czemu piątka mężczyzn miała otrzymać 3500 USD (co stanowiło ok. 57 tys. USD w przeliczeniu na ceny z 2008 roku) w razie śmiertelnego wypadku ofiary.
Marino, jako właściciel nielegalnego baru, udzielił Malloyowi nieograniczonego kredytu, przypuszczając iż ten zapije się na śmierć. Pomimo iż Irlandczyk pił przez większość dni, śmierć nie nastąpiła. Następnie podsunięto mu płyn przeciw zamarzaniu; bezdomny pił jednak dalej, tracił przytomność i ponownie wracał do baru. Płyn został szybko zastąpiony przez koktajl z terpentyny, końskiej maści oraz trutki na szczury. Malloy przeżył i tę próbę.
Grupa postanowiła posłużyć się ostrygami maczanymi w metanolu. Pomysłodawcą miał być Pasqua, będący świadkiem śmierci człowieka, który pomieszał ostrygi i whiskey. Kiedy i to nie poskutkowało podano mu kanapkę z przeterminowanych sardynek, trutki i fastryg dywanowych.
Przekonawszy się o niebywałych zdolnościach trawiennych Malloya, „Morderczy Trust” postanowił doprowadzić do śmierci z wychłodzenia. Nocą, gdy temperatura spadła do −26 °C, nieprzytomny Malloy został wyniesiony do parku, wepchnięty w śnieg, a następnie oblany pięcioma galonami wody. Pomimo to, następnego dnia Wytrzymały Mike pojawił się w barze.
Kolejną próbą było potrącenie taksówką jadącą z prędkością 72 km/h. Malloy, z połamanymi kośćmi, trafił do szpitala na trzy tygodnie, zaś po wyzdrowieniu wrócił do baru.

## Morderstwo
22 lutego, kiedy Malloy stracił przytomność, piątka zabrała go do pokoju Murphy’ego, a następnie wprowadziła mu do ust przewód podłączony do zbiornika gazu koksowniczego. W ciągu kilku minut ofiara zmarła.
Przyczyną śmierci orzeczono zapalenie płuc i szybko pochowano ciało. Jednakże członkowie „Morderczego Trustu” często chwalili się wyczynem i kłócili o podział łupu. Ostatecznie o legendzie Wytrzymałego Mike’a dowiedziała się policja i dokonała badania jego ciała po wcześniejszej ekshumacji.
Mordercy znaleźli się na ławie oskarżonych i szybko zapadł wyrok skazujący. Green trafił do więzienia, zaś pozostała czwórka została stracona na krześle elektrycznym w Sing Sing.

## Michael Malloy w kulturze popularnej
- „You Can't Kill Michael Malloy” to utwór zespołu The Spent Poets. Fragment znajduje się także na albumie Frizzle Fry zespołu Primus.
- W 1993 roku powstała sztuka teatralna zatytułowana „The Killing of Michael Malloy”, autorstwa Erika Jendresena.
- Historia Malloya pojawiła się w transmitowanym przez BBC programie QI we wrześniu 2011 roku.
- Jego historia została w satyryczny sposób opisana w jednym z krótkich filmików Sam O'Nella Academy